# Małe Jodło
Małe Jodło – wieś w Polsce, położona w województwie świętokrzyskim, w powiecie ostrowieckim, w gminie Kunów.
| SIMC    | Nazwa             | Rodzaj    |
| ------- | ----------------- | --------- |
| 0247278 | Działki Nosowskie | część wsi |
| 0247284 | Wojteczki         | część wsi |

W latach 1975–1998 miejscowość administracyjnie należała do województwa kieleckiego.